# Renașterea timuridă
Renașterea timuridă a fost o perioadă istorică din istoria asiatică și islamică, care a cuprins sfârșitul secolului al XIV-lea, cel de-al XV-lea și începutul secolului al XVI-lea. În urma stagnării treptate a Epocii de Aur islamice, în Imperiul Timurid, cu sediul în Asia Centrală condus de dinastia Timuridă, s-a produs o renaștere a artelor și științelor. Mișcarea s-a răspândit în întreaga lume musulmană. Cuvântul de origine franceză renaștere definește o perioadă ca fiind una de renaștere culturală. Folosirea termenului pentru descrierea acestei perioade a ridicat rezerve în rândul savanților, între care unii o văd ca pe un cântec de lebădă al culturii timuride.
Renașterea timuridă a fost puțin mai devreme decât mișcarea Renașterii în Europa. Unii au descris-o ca fiind egală în faimă cu Quattrocento italian. Renașterea timuridă a atins apogeul în secolul al XV-lea, după sfârșitul perioadei de invazii și cuceriri mongole.
Bazată pe idealurile islamice, bazele Renașterii timuride includ reconstrucția Samarkandului și inventarea șahului lui Timur Lenk de către Timur, domnia lui Șah Rukh și a consoartei sale Gohar Șad în Herat (un oraș care rivaliza cu Florența Renașterii italiene ca centru al unei renașteri culturale), perioada astronomului și matematicianului Ulugh Beg (împreună cu notabili alți polihistori și savanți islamici) și construirea unor centre de învățare suplimentare de către patronul artei Sultan Husayn Bayqara⁠(d). Domnia timuridă a experimentat un interes reînviat pentru arta persană clasică. Au fost întreprinse proiecte de construcție la scară largă, creându-se mausolee, medrese și kitabhane - ateliere de carte islamică medievală. Studiile matematice și astronomice au fost revigorate, iar la începutul secolului al XVI-lea s-a atins stăpânirea armelor de foc.
Comisioanele majore din timpul vieții lui Timur au fost Palatul de vară din Șahrisabz, Moscheea Bibi-Khanym și construcția Registanului⁠(d). Orașul Herat a devenit în această perioadă un important centru al vieții intelectuale și artistice în lumea musulmană. Samarkand, un centru de studii academice care a fost distrus anterior în timpul cuceririi mongole a Horezmului, a devenit centrul Renașterii și al civilizației islamice în general datorită reconstrucției din perioada respectivă.
Renașterea timuridă a fost diferită de evoluțiile culturale și artistice anterioare ale dinastiei Buyid prin faptul că nu a fost o renaștere directă a modelelor clasice, ci mai degrabă o lărgire a atractivității lor culturale prin includerea mai multor stiluri colocviale în limba persană. Renașterea timuridă a fost moștenită de către India Mogulă și a avut o influență semnificativă asupra celorlalte state din epoca islamică a prafului de pușcă (Turcia otomană și Iranul safavid).

## Galerie

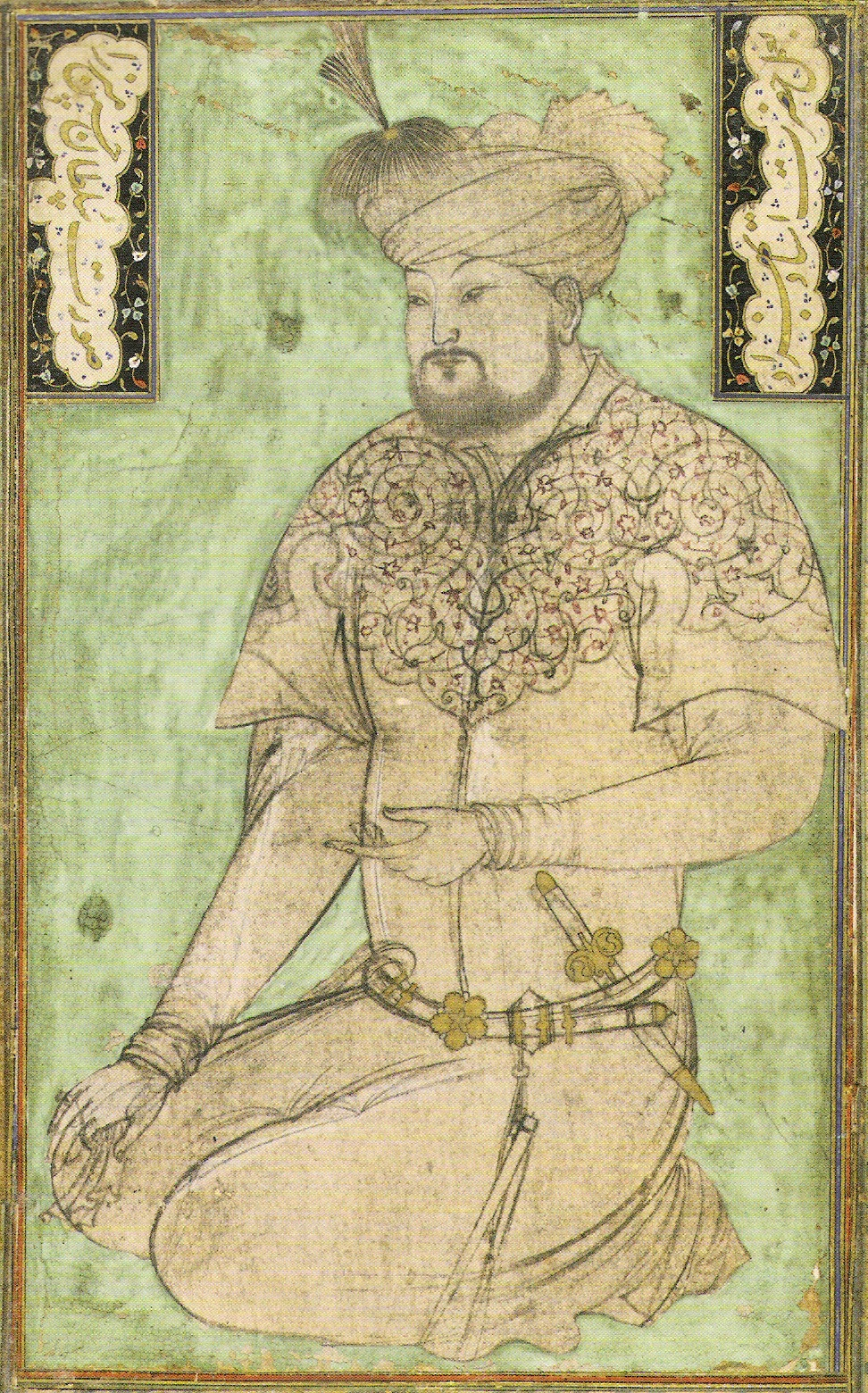
Sultanul Husayn Bayqara⁠(d), un patron al artei, a construit mai multe centre de învățare.
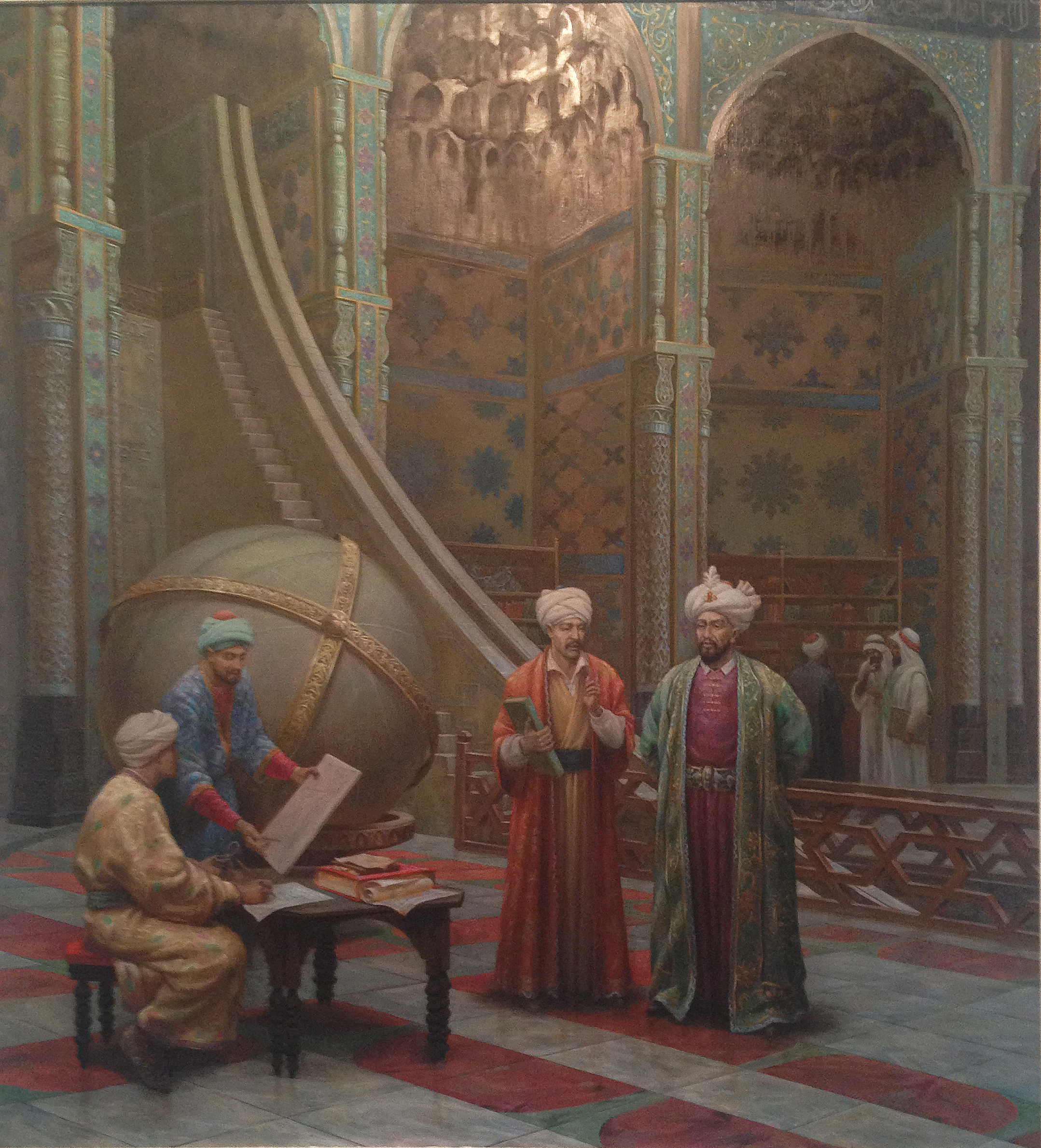
Ulugh Beg și Ali Qushji în observator.
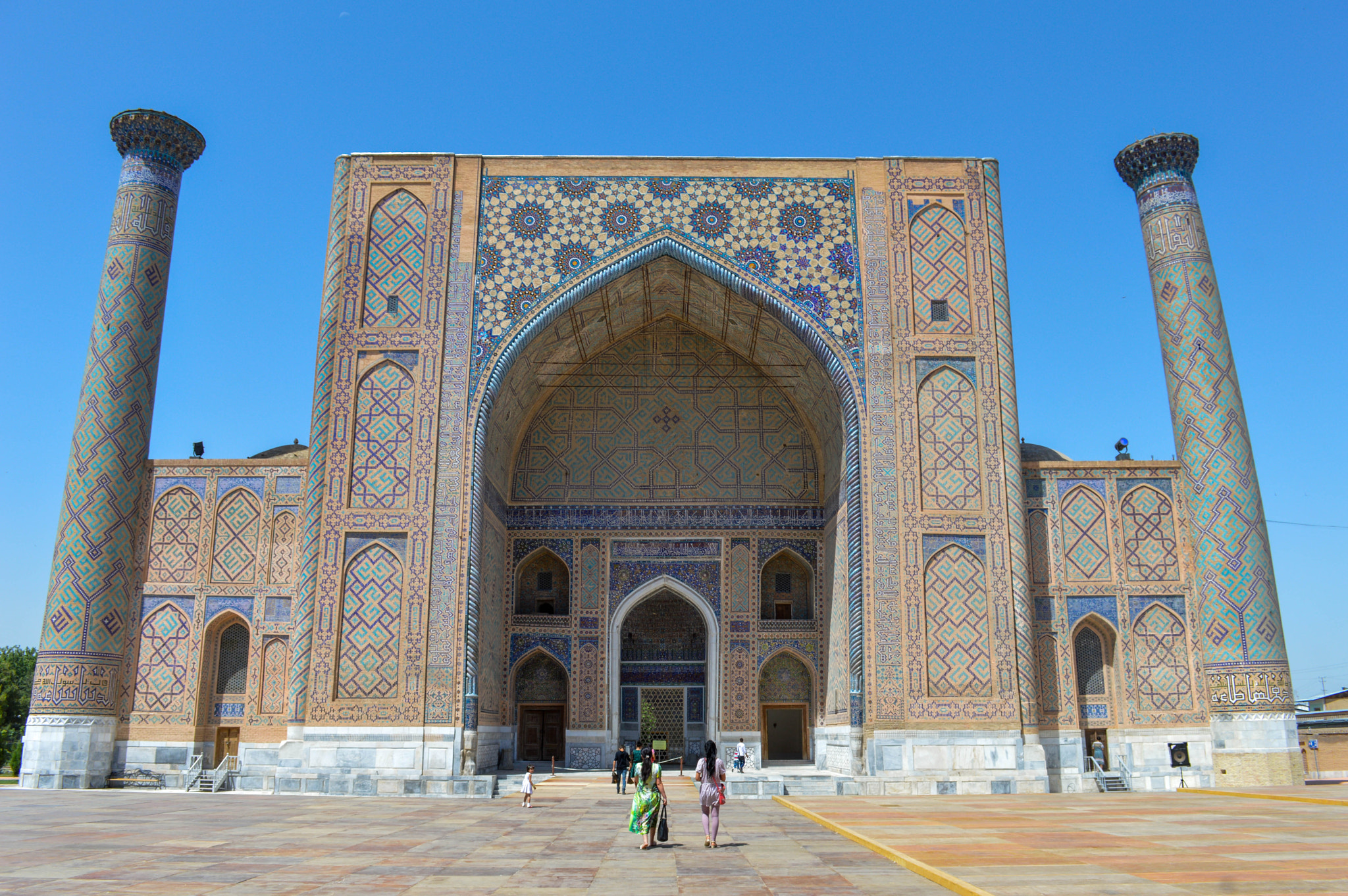
Observatorul Ulugh Beg și Medresa sa au fost un centru important de studiu astronomic în Asia Centrală.
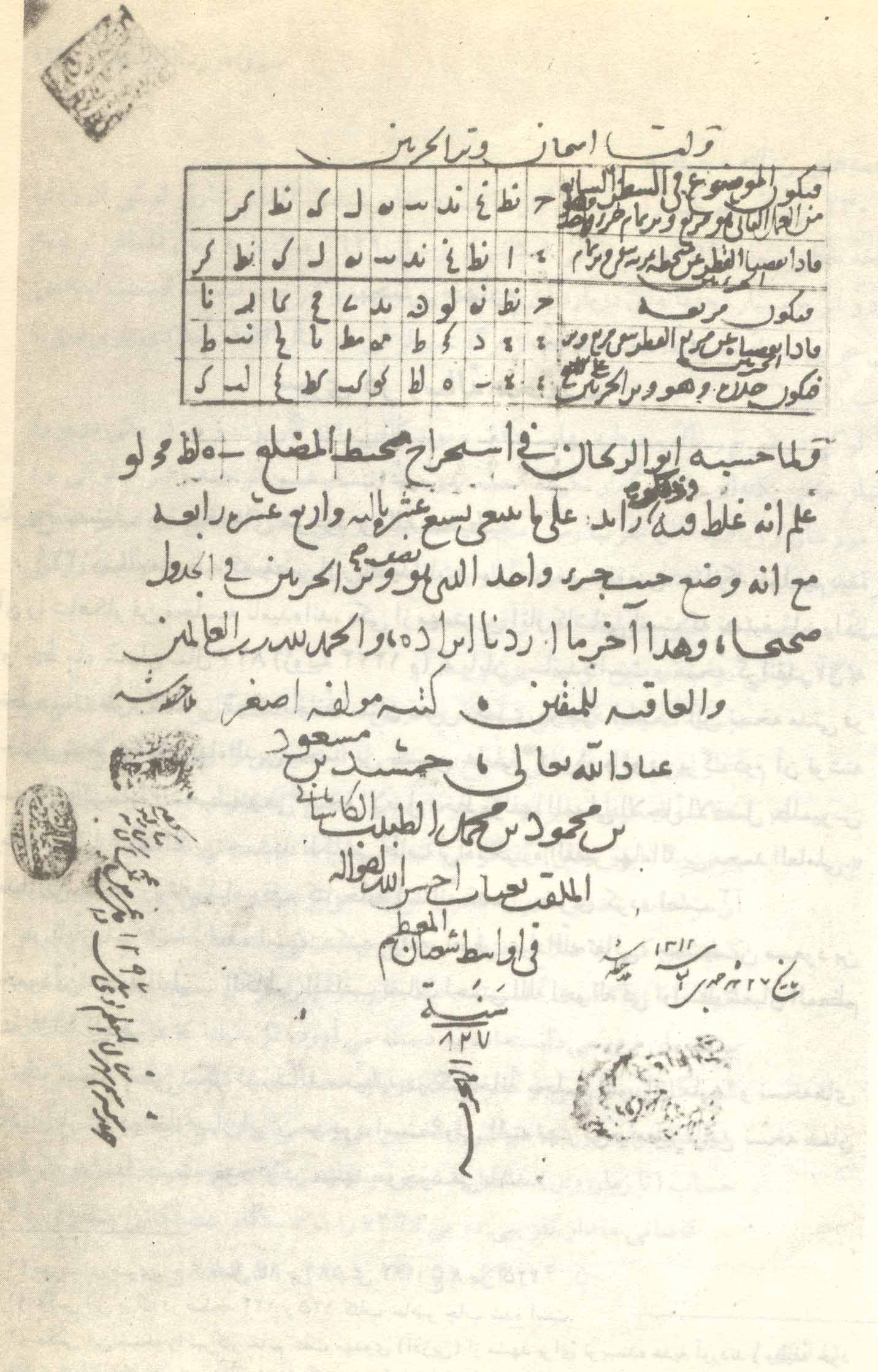
Teorema lui Al-Kashi